# Emilie Moberg
Emilie Moberg (Halden, 14 de juliol de 1988) fou una ciclista professional noruega. Va debutar com a professional en l'equip del seu país, el Hitec Products, en ser una de les millors noruegues en categories inferiors, per exemple 15a posició del Campionat Europeu en Ruta júnior 2009-.
Va disputar la prova en ruta dels Jocs Olímpics de Londres 2012 on va ser desqualificada per «fora de control».

## Trajectòria esportiva
El 2008 i 2009 va acumular desenes de llocs entre les primeres en competicions per a juvenils a Noruega. Això la va donar accés a participar en el Campionat Europeu en Ruta júnior de 2009 on va acabar 15a i l'any següent a debutar com a professional en l'equip del seu país, l'Hitec Products.
El 2011 i 2012 va completar unes bones temporades, en la primera en fer-se amb 2 etapes en proves per etapes franceses i en el segon en fer-se amb la prova Xina del Tour de l'Illa de Zhoushan I -on a més va guanyar 1 etapa-; això la va donar accés a participar en la prova en ruta dels Jocs Olímpics de Londres 2012 on va ser desqualificada per «fora de control».
No va tornar a la senda victoriosa fins al 2015 quan va guanyar 2 etapes del Tour de Feminin-O cenu Českého Švýcarska; aquest any a més va ser 3a al Sparkassen Giro (prova puntuable per la Copa del Món).

## Palmarès
- 2011
  - Vencedora d'una etapa al Trofeu d'Or
  - Vencedora d'una etapa al Tour de l'Ardecha
  - 2a en el Campionat de Noruega en Ruta
- 2012
  - 1a al Tour de Zhoushan Island i vencedora d'una etapa
- 2013
  - 3a en el Campionat de Noruega en Ruta
- 2015
  - Vencedora de 2 etapes al Tour de Feminin-O cenu Českého Švýcarska
- 2017
  - Vencedora d'una etapa al Healthy Ageing Tour
  - Vencedora de 2 etapes al Tour de Zhoushan Island
- 2019
  - Vencedora d'una etapa al Tour d'Uppsala